# Карлос Тевез
Карлос Алберто Тевез (шп. Carlos Alberto Tevez; Сијудадела, 5. фебруар 1984) је аргентински фудбалски тренер и бивши фудбалер који је играо на позицији нападача.

## Каријера
Тевез је рођен као Карлос Алберто Мартинез. Почео је да игра у клубу Ол бојс, а затим је прешао у Боку јуниорс. Током сукоба ова два клуба око њега, променио је презиме у девојачко презиме своје мајке. Као дечак је случајно пролио кључалу воду по себи. Задобио је опекотине трећег степена и у болници је провео два месеца. Као последица тога остао му је ожиљак од десног ува до груди. Док је играо за Боку, управа клуба му је понудила да му плати операцију, али је он то одбио уз образложење да је ожиљак део његове прошлости и онога што је постао. Са Боком јуниорс је освојио Апертуру 2003, Куп Либертадорес и Интерконтинентални куп исте године, као и Куп Судамерикана 2004. године.
Из Боке јуниорс је прешао у Коринтијанс уз обештећење од 15 милиона евра, као део договора који је бразилски клуб постигао са агенцијом Медија спортс инвестментс, која је полагала права на Тевеза. Његов трансфер је био највећи у јужноамеричком фудбалу. Проглашен је за најбољег играча бразилског првенства, што је било први пут да након 1976. то признање припадне страном фудбалеру.
Вест Хем јунајтед је 31. августа 2006. објавио да је постигао договор са агенцијом Медија спортс инвестментс о довођењу Тевеза и Хавијера Маскерана, уз обештећење од по 12 милиона фунти за сваког од њих. Дебитовао је 10. септембра 2006. на домаћем терену против Астон Виле (1—1). У игру је тада ушао са клупе у другом полувремену. Први гол за Вест Хем је постигао на домаћем терену 4. марта 2007. против Тотенхема (3—4). У последњм колу првенства, постигао је једини гол за победу од 1-0 над Манчестер јунајтедом, којим је његов клуб избегао испадње.
Током летњег прелазног рока 2007. године, Тевез је желео да напусти Вест Хем. Одбио је понуду Интера јер је желео да остане у премијер лиги. Тавез је постигао договор са Манчестер јунајтедом, али је Вест Хем и даље полагао права на њега. Клубови у спору су тражили помоћ ФИФЕ у разрешењу овог случаја. Међутим пре него што је случај стигао до арбитражне комисије, Вест Хем јунајтед је постигао договор са агенцијом Медија спортс инвестментс, да пусти Тевеза у Манчестер јунајтед.
У Манчестер јунајтед је прешао на двогодишњу позајмицу. Дебитовао је 15. августа 2007. против Портсмута (1—1), након што је уврштен у стартну поставу уместо повређеног Вејна Рунија. Први гол је постигао 23. септембра 2007. на домаћем терену против Челсија (2—0).
Након истека позајмице, Манчестер јунајтед је желео да откупи његов уговор. Постигли су договор са његовом агенцијом, али је Тевез незадовољан минутажом одбио да потпише понуђени петогодишњи уговор. Медији су најављивали његов прелазак у Ливерпул, али је уместо њих Тевез изабрао Манчестер сити. Тиме је постао први играч који је прешао из једног у други манчестерски клуб након Терија Кука 1999.
Први пут је наступио за Сити када је против Блекберн роверса (2—0) ушао у игру са клупе. Први пут се у листу стрелаца у новом клубу уписао 27. августа 2009. у Карлинг купу против Кристал паласа (2—0).
У јулу 2013. године прелази у италијанског шампиона Јувентус за око 8 милиона евра.

## Репрезентација
Тевез је са репрезентацијом Аргентине учествовао на Светском првенству за играче до 17 година. На Олимпијским играма 2004. био је део тима који је освојио златну медаљу. На том такмичењу је постигао осам голова на шест мечева, укључујући и победоносни гол у финалу. За репрезентацију је играо на Светском првенству 2006. и постигао је гол против Србије и Црне горе (6—0) у такмичењу по групама. Учествовао је и на Светском првенству 2010. и био стрелац водећег гола против Мексика (3—1).

## Трофеји

### Бока јуниорс
- Прва лига Аргентине (2) : 2003, 2015, 2016/17, 2017/18, 2019/20.
- Куп Аргентине (1) : 2015.
- Копа либертадорес (1) : 2003.
- Копа судамерикана (1) : 2004.
- Интерконтинентални куп (1) : 2003.

### Коринтијанс
- Серија А Бразила (1) : 2005.

### Манчестер јунајтед
- Премијер лига (2) : 2007/08, 2008/09.
- ФА Комјунити шилд (1) : 2008.
- Лига шампиона (1) : 2007/08.
- Светско клупско првенство (1) : 2008.
- Енглески Лига куп (1) : 2008/09.

### Манчестер сити
- Премијер лига (1) : 2011/12.
- ФА Комјунити шилд (1) : 2012.
- ФА куп (1) : 2010/11.

### Јувентус
- Првенство Италије (2) : 2013/14, 2014/15.
- Куп Италије (1) : 2014/15.
- Суперкуп Италије (1) : 2013.
- Лига шампиона : финале 2014/15.

### Репрезентација
- Олимпијске игре (1) : 2004.
- Првенство Јужне Америке за играче до 20 година (1) : 2003.